# Zoológico de Dublín
El Zoológico de Dublín (en irlandés: Zú Bhaile Átha Cliath; en inglés: Dublin Zoo) se localiza en el Parque Phoenix, en Dublín, Irlanda. Se trata del zoológico más grande de Irlanda y una de las atracciones más populares de Dublín. Inaugurado en 1831, el zoológico describe su papel como el de la conservación, el estudio y la educación. Su misión es "trabajar en asociación con los parques zoológicos de todo el mundo para hacer una contribución significativa a la conservación de las especies en peligro de extinción en la Tierra".
Cubriendo más de 28 hectáreas (69 acres), del Parque Phoenix, se divide en áreas con nombres específicos como mundo de los gatos, mundo de los Primates, El Camino del Bosque de Kaziranga, Flecos del Ártico, llanuras africanas, aves, reptiles, plantas, Granja de la ciudad y especies amenazadas.